# 카불 칸
카불 칸(몽골어: ᠬᠠᠪᠤᠯ
ᠬᠠᠨ, Хабул хан, 1085년? ~ 1148년, 合不勒汗 혹은 葛不律汗)은 보르지긴의 씨족장이자 몽골 부족의 최초의 칸으로 예수게이의 조부이자 칭기즈칸의 증조부이다. 1148년 금나라 희종으로부터 몽올국왕(蒙兀國王)에 책봉되었다. 그의 사촌 동생 암바카이 칸이 그의 뒤를 이었다. 
몽골비사에 의하면 그는 처음으로 합간(合罕, 카안)이라 칭했다 한다. 원조비사 등 중국식 한자 문헌에는 갈불율(葛不律), 합불륵(合不勒), 합포륵(哈布勒) 등으로 나타난다.

## 생애

### 초기 활동
보르지긴 오복(oboq, 몽골 성씨) 출신으로, 카마크 몽골의 칸 카이두의 장남 바이신호르 도크신의 손자이고, 툼비나이 세트센의 아들이다. 정확한 출생 연도는 알려져 있지 않지만, 《몽골비사》. 《집사 (集史)》 등에 근거해 대략 11세기 말에서 12세기 초 사이에 태어난 것으로 추정된다. 
몽골비사에는 카불 칸이 퉁비나이 세첸의 두 아들 중 장남으로 태어났다고 하나, 라시드 앗 딘의 집사에는 퉁비나이 칸의 여섯 번째 아들이며, 그의 첩에게서 소실에게서 태어난 장남이라 한다. 그는 체격이 컸고 음식을 많이 먹었다 한다.
카불 칸은 어릴 적부터 오논 강에서 수영을 하며 자라 수영 실력이 뛰어났다. 그는 물 속에서 양 한 마리 분량의 고기를 다 먹을 때까지 있을 수 있을 정도였다 한다.
카이두 이후 카묵 몽골을 재통일했다. 한때 금나라를 침공했으나, 남송 원정을 떠난 금나라는 카불의 군대를 상대하지 못했다. 뒤에 금 태종(金太宗)이 회군하자, 카불은 금나라로 가 종주권을 인정하고 되돌아왔다. 그는 자신의 일곱 아들 대신 사촌동생 암바가이를 후계자로 내정하였다.

### 금나라와의 전쟁
1130년대 초, 여진족의 금나라에서 사신을 보내 카불 칸에게 황제의 초청장을 전했다. 당시 금나라는 송나라와 전쟁을 벌여 황하 이북 대부분의 땅을 점령하고 있었다. 카불 칸은 금나라의 상황, 정세를 파악하려는 의도에서 이 초청을 수락했다. 금나라 태조 완안아골타는 카불 칸의 위엄을 보고 정중히 맞이하며 큰 연회를 베풀었다. 그러나 카불 칸은 음식에 독이 있을 것을 우려해, 무더위를 식힌다는 핑계로 강물에 가서 먹은 음식을 모두 토해낸 뒤 다시 금나라 황궁으로 돌아와 제공된 음식과 술을 거리낌 없이 마셨다. 여진인들은 그의 거대한 체격과 영리한 얼굴, 위풍당당한 자태에 감탄했고, 아무리 술을 마셔도 취하지 않는 것을 보고 “신이 내린 특별한 용사”라며 찬탄했다고 한다.
1135년 금 희종이 즉위한 후 금나라는 카마그 몽골을 무력으로 정복하려는 의지를 내비쳤고, 휘하 장수 후샤후를 대장으로 삼아 몽골 정벌군을 파견했다. 후샤후는 약 4년 동안 카마그 몽골과 싸웠으나 뚜렷한 성과를 거두지 못했다. 카불 칸은 수적으로 우세한 여진군과 직접 충돌하지 않고, 지형을 이용해 여진족을 몽골 고ㅝㄴ 안쪽으로 유인한 뒤, 소수의 병력으로 교란 작전을 펼쳤다. 낯선 땅에서 군량이 고갈된 여진군은 결국 철수를 시작했고, 높은 곳에 숨겨둔 몽골군은 여진족 군대를 섬멸했다. 1139년 카불 칸은 병사들을 이끌고 하이란 산 근처에서 여진군을 최종 섬멸했다.
이후 카불 칸은 금나라를 가장 큰 적으로 규정하고, 군마와 장비를 정비해 본격적으로 전쟁을 준비했다. 당시 금나라는 송나라와의 전쟁을 막 끝낸 상황이라 카마그 몽골의 공세를 막지 못하고 북서쪽 변경의 27개 요새를 몽골에게 빼앗겼다.
1141년 송나라가 금나라에 항복하자 금나라는 이제 몽골에만 집중할 수 있게 되었으나, 카불 칸도 시간을 헛되이 보내지 않았다. 카불 칸은 여진족 내부 반란을 이용해 금나라의 귀족이었던 달란의 아들과 연대하고, 그의 백성을 귀순시켜 금나라에 대한 저항에 동참시켰다. 금나라의 장수 우쥬는 대군을 이끌고 카마그 몽골을 공격했지만, 5년에 걸친 전쟁 끝에 아무 소득 없이 되돌아갔다.
1147년 금나라는 카마그 몽골과 화친 조약을 체결하였고, 이에 따라 금나라는 쓰핑 이북의 27개 요새를 넘겨주고, 매년 소, 양, 곡식을 조공으로 바치기로 했다. 또 카불 칸에게 왕의 칭호를 수여하려 했지만 그는 이를 단호히 거절하고, 자신은 몽골 백성들의 정통 군주임을 천명했다.
그는 국가를 정비하고 쿠릴타이를 도입했다. 몽골 여러 부족장, 씨족장을 소집하여 쿠릴타이를 개최하고, 여기서 자문을 얻거나, 카안을 선출하는 제도를 도입했다.

### 생애 후반
1148년 알 수 없는 병에 걸려 죽었다. 어떤 질병인가는 몽골비사, 알탄 톱치, 집사에 기록이 없다. 뒤에 그의 넷째 아들 쿠툴라 칸이 암바가이 칸의 뒤를 이어 카마그 몽골의 칸이 된다. 그가 자신의 아들들 대신 친척 동생 암바가이에게 칸의 지위를 물려준 이유는 몽골비사, 황금사 등 역사서에 기록이 없다.
카불 칸이 병으로 죽어갈 때, 암바가이와 몽골 인들은 타타르 주술사를 초청했으나, 타타르 주술사는 죽어가는 그를 살릴 수 없었다. 이 때문에 카불의 친척들은 카불 칸이 죽자 마자 타타르인 주술사를 살해했다. 타타르인들은 주술사 살해에 앙심을 품게 되었다. 금나라의 통치자들은 이 죽음으로 유목민간 대립, 갈등할 기회로 보았다. 쿠툴라 칸의 아버지이며 칭기즈 칸의 증조부였다.

## 가계
- 부인 : 호아홀활아(呼阿忽豁阿), 옹기라트 씨(翁吉拉特人) 출신
- 부인 : 멸태(蔑台)，화로사랍씨(火魯拉思氏) 출신
  - 장남 : 오힌바르하그(Ohinbarhag, Ökin Barqaq)
  - 차남 : 바르탄 바가투르(Bartan Baghatur, 八哩丹汗)
    - 손자 : 예수게이(Yesügei, 也速該)
      - 증손자 : 테무친(Temüjin, 鐵木眞) 즉 징기스칸(Genghis Khan, 成吉思汗)

## 같이 보기
- 칭기즈 칸 가계도

|  | 카마그 몽골의 칸 1130년 ~ 1148년 | 후임 4촌 동생 암바카이 칸 |

| 전임 증조부 카이두 | 보르지긴 오복의 씨족장 1120년 ~ 1148년 | 후임 4촌 동생 암바카이 칸 |

|  | 몽올국왕 1130년 ~ 1148년 | 후임 암바카이 칸 |